# Deronectes longipes
Deronectes longipes är en skalbaggsart som beskrevs av Sharp 1882. Deronectes longipes ingår i släktet Deronectes och familjen dykare. Inga underarter finns listade i Catalogue of Life.